# Carrhotus s-bulbosus
Carrhotus s-bulbosus là một loài nhện trong họ Salticidae.
Loài này thuộc chi Carrhotus. Carrhotus s-bulbosus được Jastrzebski miêu tả năm 2009.